# Valverde de Valdelacasa
Valverde de Valdelacasa è un comune spagnolo di 73 abitanti situato nella comunità autonoma di Castiglia e León.